# Ernst Lauda
Ernst Ritter von Lauda (Linz; 15 de agosto de 1859-Viena; 3 de julio de 1932), nacido como Ernst Philipp Johann Lauda, fue un ingeniero hidráulico y de puentes austriaco que fue asesor del emperador Francisco José I de Austria. Fue galardonado con la Orden imperial de Francisco José y la segunda clase de la Orden imperial de la Corona de Hierro y se le dio su propio escudo de armas.

## Vida personal
Lauda nació el 15 de agosto de 1859 en Linz, Austria. Su padre, Adolf Lauda, fue director del Ferrocarril Emperatriz Elisabeth. De 1876 a 1882, Lauda estudió ingeniería en la Universidad Técnica de Viena. Fue el padre del médico Ernst Lauda y del industrial Hans Lauda, y bisabuelo del campeón mundial de Fórmula 1 Niki Lauda. Lauda murió en 1932 en Viena, Austria.

## Carrera

Escudo de armas de Ernst Lauda desde 1916 en adelante.

Lauda trabajaba como funcionario. De 1881 a 1884, trabajó en ingeniería civil y construcción de puentes. Empezó reparando el puente Stein-Mautern que cruza el río Danubio, así como puentes que cruzan el río Moldava.
En 1895, Lauda fue nombrado miembro de la Junta Directiva de la Oficina Central Hidrográfica de Viena. En 1909, Lauda se convirtió en jefe del departamento de ingeniería hidráulica del Ministerio de Obras Públicas. En su cargo, ayudó a regular el río Danubio, que era propenso a las inundaciones. Lauda culpó de las inundaciones al aumento de la deforestación alrededor del río Danubio, y el tema de la deforestación alrededor del Danubio y el Sena se discutió en el Congreso Internacional de Navegación de 1909. El bisnieto de Ernst, Niki Lauda, dijo que el trabajo de su bisabuelo en el Danubio fue la razón principal por la que recibió honores heráldicos.
De 1915 a 1916, Lauda fue presidente de la Asociación Austriaca de Ingenieros y Arquitectos, y de 1917 a 1918 se dedicó a reparar edificios dañados durante la Primera Guerra Mundial. Lauda se retiró como ingeniero en 1918, aunque todavía daba conferencias ocasionales en la Universidad Tecnológica de Viena en la década de 1920.

## Honores
En 1892, Lauda se convirtió en caballero de la Orden de Francisco José. En 1914, fue galardonado con la segunda clase de la Orden de la Corona de Hierro. En mayo de 1916, el emperador Francisco José I de Austria prometió a Lauda su propio escudo de armas. Francisco José I murió unos meses después, por lo que el escudo de armas fue firmado por su sucesor, Carlos I de Austria. En 1917, Lauda también recibió el título de caballero, y un doctorado honorario de la Universidad Tecnológica de Viena.